# 王文丽
王文丽（1971年6月—），女，中华人民共和国外交官，曾任中华人民共和国驻圣彼得堡总领事，现任中华人民共和国驻东帝汶民主共和国特命全权大使。

## 生平
王文丽先后毕业于北京外国语学院、爱沙尼亚塔林师范大学和北京大学。1994年，进入中华人民共和国外交部工作，先后在外交部欧亚司、驻立陶宛大使馆、上海合作组织秘书处任职。2013年，任外交部边界与海洋事务司参赞。2017年，任外交部边界与海洋事务司副司长。2020年2月，出任中华人民共和国驻圣彼得堡总领事。2023年7月，自驻圣彼得堡总领事离任。10月，出任中华人民共和国驻东帝汶大使。

## 家庭
已婚，有一子。